# Костебелова, Валентина Павловна
Валентина Павловна Костебелова — советский хозяйственный, государственный и политический деятель.

## Биография
Родилась в 1936 году в селе Банищи. Член КПСС.
С 1953 года — на хозяйственной, общественной и политической работе. В 1953—1997 гг. — прядильщица на комбинате, на освоении целины в качестве рабочей вагонного депо ст. Курорт-Боровое Карагандинской ж.д., маляр на Томском весовом заводе, крановщик в УНР-787 стройтреста № 97, СУ-13 треста «Жилстрой», в Томском управлении механизации, Томском управлении механизации № 2 треста «Спецстроймеханизация» Томского территориального управления строительства.
За большой личный вклад в дело повышения эффективности использования техники, внедрения передового опыта в строительстве была в составе коллектива удостоена Государственной премии за выдающиеся достижения в труде 1982 года.
Избиралась депутатом Верховного Совета РСФСР 7-го созыва.
Живёт в Томске.